# N27 (Niger)
Die N27 oder RN27 ist eine hochrangige Straße vom Typ Nationalstraße (französisch route nationale) in den Regionen Niamey und Tillabéri in Niger.

## Verlauf und Charakteristik

### Einheitlicher Routenverlauf
Die N27 ist insgesamt 158,3 Kilometer lang. Sie beginnt in der Hauptstadt Niamey als Abzweigung von der N6. Dort bildet sie zunächst die Grenze zwischen den Stadtvierteln Banga Bana und Pont Kennedy. Sie verläuft weiter durch die Stadtviertel Kirkissoye und Saguia. Danach führt sie im ländlichen Gemeindegebiet von Niamey durch die Dörfer Saga Gourma, Gorou Banda, Timéré und Gorou Kirey.
Sie erreicht nun die Region Tillabéri. Dort zweigt links die Route 649 nach Youri ab. Es folgen die Dörfer Diakindi, Dalwey und Lontia Béri. In der Stadt Say zweigt rechts die Landstraße RR6-002 nach Kobadjé ab. Die Nationalstraße passiert das Dorf Dokimana, wo links die Route 647 nach Guiémé abzweigt. Jeweils über Brücken quert sie die saisonalen Flüsse Goroubi und Diamangou.

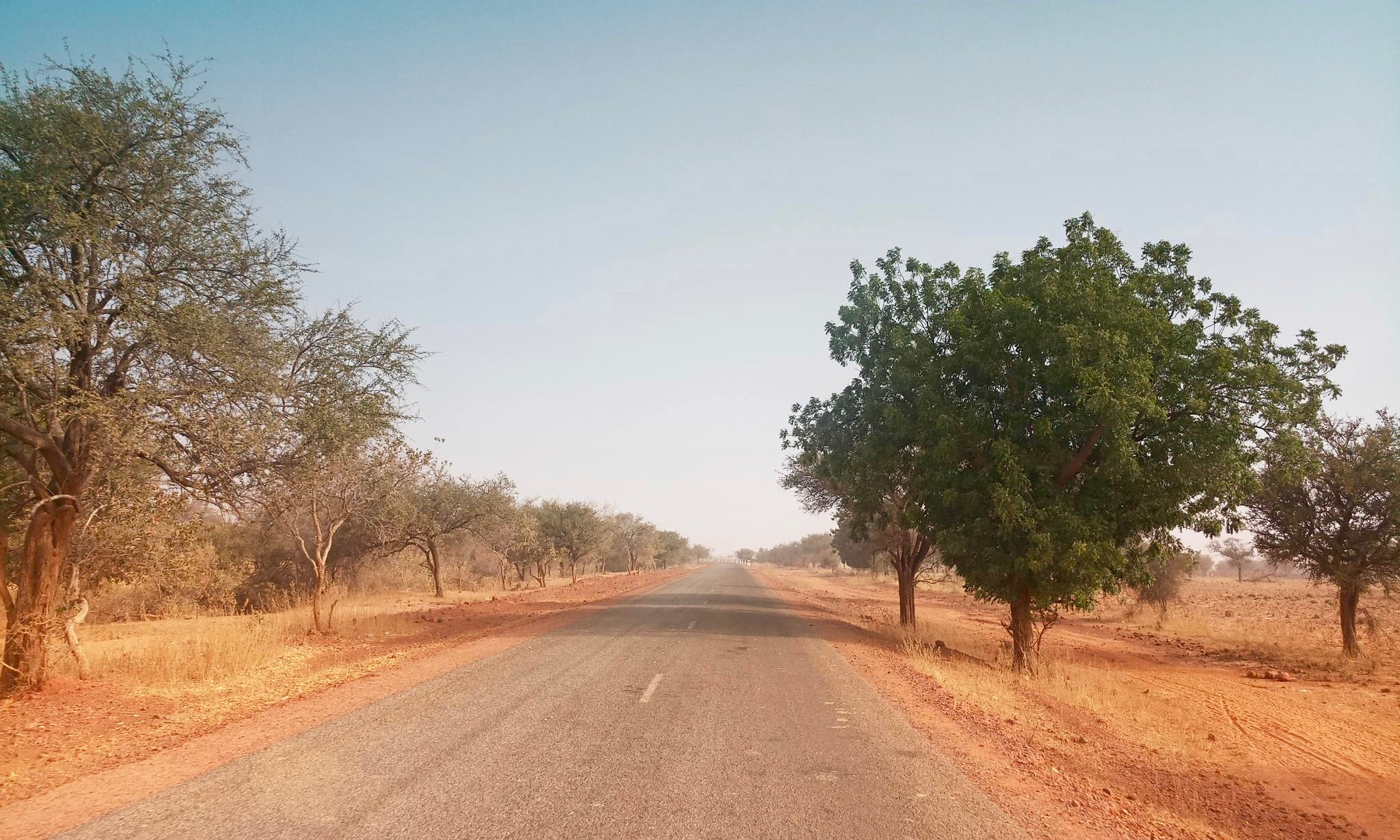
N27 vor Tamou (2018)

Die N27 teilt sich anschließend in zwei verschiedene Streckenabschnitte auf, wobei beide Varianten durch das 777,4 km² große Tamou-Wildreservat führen.

### Variante 1: nach La Tapoa
Bei der Variante 1 führt die N27 zunächst durch das Dorf Allambaré, wo links die Route 677 nach Guiémé abzweigt. Sie passiert den zivilen Flugplatz La Tapoa (ICAO-Code: TRRP) und endet im Dorf La Tapoa (Position Straßenende).

### Variante 2: zur Staatsgrenze
Bei Variante 2 verläuft die N27 durch den Gemeindehauptort Tamou und das Dorf Boulel, bevor sie an der Staatsgrenze zu Burkina Faso endet (Position Straßenende).

## Geschichte
Der Streckenabschnitt zwischen Say und La Tapoa wurde am 30. Mai 1970 eröffnet.